# Rudolf Sajovic
Rudolf Sajovic, slovenski pravnik in pedagog, * 1888, † 1961.
Leta 1933 je postal predavatelj civilno procesnega in izvršilnega prava na Pravni fakulteti v Ljubljani.